# 1885 en santé et médecine
| Années de la santé et de la médecine : 1882 - 1883 - 1884 - 1885 - 1886 - 1887 - 1888    |
| Décennies de la santé et de la médecine : 1850 - 1860 - 1870 - 1880 - 1890 - 1900 - 1910 |

Cet article présente les faits marquants de l'année 1885 en santé et médecine.

## Événements
- Janvier : le médecin français Georges Gilles de La Tourette publie dans Les Archives de Neurologie un article intitulé « Étude sur une affection caractérisée par de l’incoordination motrice accompagnée d’écholalie et de coprolalie (jumping, Latah, Myriachit) »[1], première description du syndrome de Gilles de La Tourette[2].
- 6 juillet : Louis Pasteur (1822-1895), après avoir mis au point le vaccin contre la rage, pratique la première vaccination sur le jeune Joseph Meister[3].
- 14 juillet : le bactériologiste austro-allemand Theodor Escherich décrit la bactérie escherichia coli devant la Society for Morphology and Physiology de Munich[4].

- Le médecin allemand Ernst von Bergmann (1836-1907) met en pratique l’asepsie en chirurgie.
- L'épidémiologiste et pathologiste américain Theobald Smith découvre Salmonella enterica la première espèce de Salmonella, alors qu'il était assistant de recherche du vétérinaire Daniel Elmer Salmon[5].

## Naissances
- 21 juin : William Boyd (en) (mort en 1979) médecin pathologiste. Il développe un carcinome de la glande salivaire en 1948 mais meurt à 93 ans d'une pneumonie[6].

## Décès
- 9 avril : Henri Camille Carville (né en 1828), neurologue français.
- 29 juillet : Henri Milne Edwards (né en 1800), médecin et zoologiste français.